# Picotron
Picotron é uma máquina virtual e ambiente de área de trabalho criado pela Lexaloffle Games. É uma estação de trabalho de fantasia que visa fazer videogames de estilo retrô e imita as especificações dos computadores de 16 bits do final dos anos 1980. Ele é considerado um sucessor do PICO-8 e do Voxatron. A versão alfa do Picotron ficou disponível em 14 de março (Dia do Pi) de 2024.
Ele tem um sistema operacional virtual de brinquedo e ferramentas integradas que permitem o desenvolvimento de software, o desenvolvimento de jogos e a personalização do sistema em si. Ele pode ser executado em Windows, Mac OS e Linux, e são planejados o suporte para Raspberry Pi, a exportação para programas binários autônomos ou aplicativos Web. Semelhante ao PICO-8, os programas feitos com o Picotron podem ser compartilhados diretamente com outros usuários com um formato especial de cartucho .png de 256k.

## Capacidades

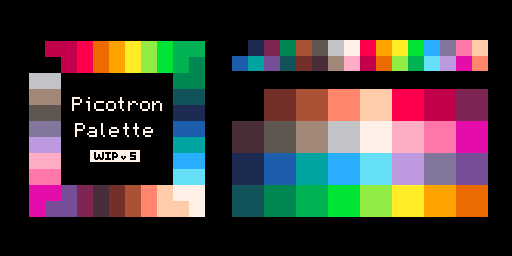
Paleta padrão em desenvolvimento do Picotron (32 cores)

O Picotron tem um editor com a linguagem de programação Lua incorporado, compatível com ambas as sintaxes de PICO-8 e de Lua 5.4. Ele suporta modos de tela de 480x270 ou 240x135 pixels com 32 cores de sistema padrão e 64 cores definíveis no total. Para áudio, ele tem um sintetizador de 64 nós e um sequenciador de música de 8 canais.
Todo o software do Picotron é escrito usando código Lua e pode ser editado dentro da própria máquina. Ferramentas do sistema, incluindo o navegador de arquivos, o editor de código e o terminal, são implementadas no espaço de usuário e compiladas just-in-time, portanto qualquer alteração no código-fonte entram em vigor imediatamente. Ferramentas personalizadas podem ser criadas do zero e executadas em áreas de trabalho de tela cheia, junto com os editores incluídos. Essas adições e a subsequente mudança de foco do propósito da máquina fazem Picotron ser considerado uma "estação de trabalho" em vez de um "console".

## Desenvolvimento
O desenvolvimento do Picotron começou em 2017, quando Joseph White, mais conhecido pelo apelido Zep e sua empresa Lexaloffle, desenvolveu um editor de efeitos sonoros para o Voxatron, seu segundo console de fantasia junto com o PICO-8. Naquela época, alguns usuários perguntaram-lhe se considerava desenvolver um PICO-16, ao que respondeu que não consideraria trabalhar num terceiro console. Em 2018, ele mencionou que em seu tempo livre ele "criou o design de um PICO-16 apenas para se lembrar de não fazê-lo" e que "o PICO-16 não funciona de jeito nenhum". A comunidade PICO-8 demonstrou grande interesse na possibilidade de um console de fantasia de 16 bits, o que convenceu Zep a desenvolver um terceiro console que chamou de Machine 3. Ele anunciou que Machine 3 se tornaria em Picotron no dia seguinte, 16 de junho de 2021.
Zep começou a desenvolver abertamente o Picotron depois de anunciá-lo, ocasionalmente compartilhando atualizações por meio de sua conta de X e no blog de bulletin board system da Lexaloffle, onde recebia sugestões e feedback da comunidade. Em 31 de dezembro de 2022, Zep anunciou o Picotron Playground, que era uma versão inicial do tempo de execução e IPA do Picotron baseada na web para usuários testarem os recursos básicos. Em 14 de março de 2024, ele lançou a primeira versão alfa do Picotron disponível para compra.